# Joe Ledley
Joe Christopher Ledley (Cardiff, Gales, 23 de enero de 1987) es un exfutbolista galés que jugaba de centrocampista.

## Selección nacional
Desde su debut con la selección sub-21 en la temporada 2004-05 del Cardiff City, ha sido un miembro importante de la selección galesa.[cita requerida]

### Goles internacionales
| #  | Fecha                    | Lugar                  | Rival        | Resultado | Competición             |
| -- | ------------------------ | ---------------------- | ------------ | --------- | ----------------------- |
| 1. | 17 de octubre de 2007    | Serravalle, San Marino | San Marino   | 2 – 1     | Eliminatorias Euro 2008 |
| 2. | 10 de septiembre de 2008 | Moscú, Rusia           | Rusia        | 1 – 2     | Eliminatorias 2010      |
| 3. | 11 de agosto de 2010     | Llanelli, Gales        | Luxemburgo   | 5 – 1     | Amistoso                |
| 4. | 13 de noviembre de 2015  | Cardiff, Gales         | Países Bajos | 2 – 3     | Amistoso                |

## Clubes
| Club                    | País       | Año       |
| ----------------------- | ---------- | --------- |
| Cardiff City F. C.      | Gales      | 2004-2010 |
| Celtic F. C.            | Escocia    | 2010-2014 |
| Crystal Palace F. C.    | Inglaterra | 2014-2017 |
| Derby County F. C.      | Inglaterra | 2017-2019 |
| Charlton Athletic F. C. | Inglaterra | 2019-2020 |
| Newcastle Jets F. C.    | Australia  | 2020      |
| Newport County A. F. C. | Gales      | 2021      |

## Palmarés

### Títulos nacionales
| Título                    | Club         | País    | Año  |
| ------------------------- | ------------ | ------- | ---- |
| Copa de Escocia           | Celtic F. C. | Escocia | 2011 |
| Premier League de Escocia | Celtic F. C. | Escocia | 2012 |
| Premier League de Escocia | Celtic F. C. | Escocia | 2013 |
| Copa de Escocia           | Celtic F. C. | Escocia | 2013 |